# ناو الی (۱۹۱۲)
ناو الی (۱۹۱۲) (به انگلیسی: Greek cruiser Elli (1912)) یک زیردریایی بود که طول آن ۹۸ متر (۳۲۱ فوت ۶ اینچ) بود. این زیردریایی در سال ۱۹۱۲ ساخته شد.